# 서울영문초등학교
서울영문초등학교는 대한민국 서울특별시 영등포구에 있는 공립 초등학교이다.

## 학교 연혁
[출처]
|                | |
| 2021.08.25     | 1학년 교실환경개선 공사 및 교구장 교체                                                                  |
| 2021.04.30     | 서고 및 보건교육실 설치                                                                                 |
| 2021.03.15     | 후문 보차도 분리공사 및 교문 확장                                                                       |
| 2021.02.28     | 돌봄교실 2개반 증설                                                                                     |
| 2021.02.09     | 제16회 졸업식(171명 졸업-남 96명, 여 75명)                                                              |
| 2020.12.31     | 기초학력신장, 돌봄교실 운영 우수학교 표창                                                               |
| 2020.12.30     | 서울형 도시텃밭학교 지정                                                                                |
| 2020.10.30     | 서울형 혁신학교 재지정                                                                                  |
| 2020.07.24     | 에코사업, 방충망 및 양치대 설치                                                                         |
| 2020.06.17     | 영문 희망터, 행복터, 세움터 설치                                                                        |
| 2020.05.08     | 영문초 15주년 개교기념일                                                                                |
| 2020.01.05     | 냉난방기, 칠판, 사물함 교체                                                                             |
| 2020.01.~02.   | 전체교실 석면해체공사                                                                                   |
| 2019.12.31     | 지역사회협력 우수학교 표창                                                                              |
| 2019.12.30     | 제15회 졸업식(170명 졸업-남 82명, 여 87명)                                                              |
| 2019.09.01     | 제5대 이유남 교장선생님 부임                                                                            |
| 2018.03.01     | 43학급 편성 학생수(1,009명)                                                                             |
| 2018.02.13     | 제13회 졸업식(167명-남84명, 여83명)                                                                     |
| 2017.12.28     | 학교혁신 경영우수학교 표창(서울특별시남부교육지원청교육장)                                              |
| 2017.02.07     | 제12회 졸업식(170명, 남 88명, 여 82명)                                                                  |
| 2016.12.31     | 지역사회 협력 우수학교 표창(서울특별시남부교육지원청)                                                   |
| 2016.09.01     | 서울형 혁신학교 지정, 운영 시작(2021.02.28)                                                             |
| 2016.06.15     | 44개 교실 선풍기 각 3대씩 설치                                                                          |
| 2016.03.20     | 5층 증축 실(교실 및 복도) 창호안전 바 설치                                                              |
| 2016.03.01     | 44학급 편성 학생수(1,125명) 서울교육대학교 교육실습 협력학교 운영(서울특별시교육청)                     |
| 2016.02.20     | 대기전력장치 설치                                                                                       |
| 2016.02.05     | 제11회 졸업식(154명, 남자 81명 여자 73명) 총인원 1,846명                                                |
| 2016.01.15     | 교내 장애인 편의시설 설치(점자블럭, 종합안내 점자촉지판 등)                                             |
| 2016.01.06     | 서울영문초 특별교실(6.5실) 증축공사 완공(남부교육지원청)                                                |
| 2015.07.23     | 교내 환경개선공사 완공(내부도장 공사 및 교실문턱 공사)                                                  |
| 2015.04.29     | 급식실 환경개선 공사 및 화단 휀스설치 준공                                                              |
| 2015.04.17     | 운동장 조경공사 및 교실 롤스크린 설치 준공                                                              |
| 2015.03.01     | 40학급 편성 학생수(1,110명-남자 572명, 여자 538명)                                                      |
| 2015.02.13     | 제10회 졸업식(167명,암 88명 여 79명)총인원 4,692명                                                      |
| 2014.09.01     | 제4대 나기영 교장선생님 취임                                                                            |
| 2014.03.01     | 40학급 편성 학생수(1,119명-남자 566명, 여자 553명)                                                      |
| 2014.02.28     | 초등돌봄교실 3실 설치                                                                                   |
| 2014.02.14     | 제9회 졸업식(180명, 남자 91명 여자 89명)                                                                |
| 2013.11.13     | 1학년 교실 바닥교체공사(6실)                                                                            |
| 2013.11.03~04  | 사교육절감형 창의경영학교 운영보고회 ,학교 건문 외별 공사 및 도장 공사 완공                             |
| 2013.10.26     | 테마형 체험학습 「엄마와 떠나는 여행」실시(수원 화성, 물향기 수목원, 198가족 참가)                      |
| 2013.10.03     | 학교외벽(드라이비트) 보수 및 도장공사 2013.08.19 창호안전시설 설치공사                                  |
| 2013.06.13     | 백두대간(지리산)등반 - 6학년 전체                                                                       |
| 2013.05.25     | 테마형 체험학습 「아빠와 손잡고 떠나는 여행」실시(경북 문경새재, 170가족 참가)                          |
| 2013.05.11     | 방과후교실 흡음시설 설치 공사                                                                           |
| 2013.03.01     | 3차년도 사교육절감형 창의경영 학교 운영(교육부지정), 40학급 편성 학생수(1,120명-남자 573명, 여자 547명) |
| 2013.02.14     | 제8회 졸업식(181명, 남 79명, 여 102명)                                                                  |
| 2012.12.20     | 2012 학교평가 우수학교 표창(교육연구정보원장)                                                           |
| 2012.12.03     | 건물외벽 전면보강공사 실시                                                                              |
| 2012.11.30     | 2012 대한민국좋은학교박람회 참가학교 표창(교육과학기술부장관)                                           |
| 2012.10.27     | 제4회 테마형체험학습(엄마와 추억여행-국립수목원, 131가족)실시                                           |
| 2012.09.20     | 인천광역시 초등교장 연수단 방문 2012.08.29 정문 울타리 펜스 설치                                        |
| 2012.08.06     | 태국 교육부 대표단 방문                                                                                 |
| 2012.07.26     | 김황식 국무총리 방문                                                                                    |
| 2012.07.10     | 중국 쓰촨성 청뚜시 우수교사단 방문                                                                      |
| 2012.05.19     | 제3회 테마형 체험학습(아빠와 손잡고 떠나는 여행-충남 서산, 200가족)실시                                 |
| 2012.03.01     | 자기주도학습 프로그램 운영학교(서울특별시 재지정)                                                       |
| 2012.03.01     | 40학급 편성 학생수(1,162명-남자 581명, 여자 581명)                                                      |
| 2012.02.21     | 전국 100대 문화 우수학교 표창(교육과학기술부 장관)                                                      |
| 2012.02.18     | 제 7회 졸업식(185명-남자 100명, 여자 85명)                                                              |
| 2011.12.31     | 수련교육,수학여행 우수학교 표창(서울특별시교육감)                                                       |
| 2011.12.29     | 학교 경영 우수학교 표창(서울특별시남부교육지원청교육장)                                                 |
| 2011.10.29     | 제2회 토요휴업일 테마형 체험학습(엄마와 손잡고 떠나는 여행-강원 정선일대)실시                           |
| 2011.09.01     | 서울특별시교육청 지정 주5일수업제 시범학교(2학기)                                                       |
| 2011.07.11     | 태국 방콕 교육계 대표단 방문                                                                            |
| 2011.05.28     | 제1회 토요휴업일 테마형 체험학습(아빠와 손잡고 떠나는 여행-전북 고창)실시                               |
| 2011.03.01     | 서울특별시 지정 자기주도학습프로그램 운영학교                                                           |
| 2011.03.01     | 서울특별시학생교육원 지정 학교로 찾아가는 수련교육협력학교(2011.3.1~2014.2.28)                          |
| 2011.03.01     | 교육과학기술부 지정 창의경영학교(사교육절감형)운영(2011.3.1~2014.2.28)                                  |
| 2011.03.01     | 38학급 편성, 학생수 : 1,147명(남 565명, 여 582명)                                                       |
| 2010.12.20     | 영어전용교실 및 영상자료실 준공                                                                         |
| 2010.10.06     | 또래마당 복합놀이시설 및 금강관 냉방시설 준공                                                           |
| 2010.09.01     | 제3대 한철수 교장선생님 취임                                                                            |
| 2010.05.08     | 학습발돋움센터 거점학교 개강(영등포초, 영원초, 영문초 참여)                                             |
| 2010.04.21     | 남부교육청 영문과학영재학급 개강(5,6학년 각 1학급, 40명)                                                |
| 2010.03.01     | 37학급 편성, 학생수 1179명                                                                              |
| 2010.02.11     | 제 5회 졸업식 164명(남 79명, 여 85명)                                                                   |
| 2009.12.30     | 학교평가 우수학교 평가(서울특별시 교육감)                                                               |
| 2009.09.23     | 맞춤형 방과후학교 종일돌봄교실 우수사례공모 동상 수상(서울특별시남부교육청교육장)                       |
| 2009.09.01     | 교원능력개발평가 선도학교 운영(서울특별시교육감 지정)                                                   |
| 2009.08.09     | 정문 앞 차 없는 도로(문래마을마당과 연계) 준공                                                          |
| 2009.05.13     | 남부교육청 영문과학영재학급 개강(5,6학년 각 1학급, 40명)                                                |
| 2009.03.01     | 제2대 이재문 교장선생님 취임 , 36학급 편성, 학생수 1,209명, 제2대 이재문 교장선생님 취임                |
| 2009.02.13     | 제4회 졸업식 159명(남 81명, 여78명)                                                                     |
| 2008.12.26     | 진로교육우수학교 표창(서울특별시교육감) , 전국 100대교육과정 우수학교 표창(교육과학기술부)              |
| 2008.11.03     | 서울초등교육발전실행방안추진우수학교(학교경영부문)표창(남부교육청교육장)                                |
| 2008.07.17     | 꿈사랑터(어학실,도서실,컴퓨터실)개관식                                                                  |
| 2008.03.01     | 36학급 편성(학생수 1,192명 :남자600, 여자592)                                                           |
| 2008.02.14     | 제3회 졸업식(졸업생 175명:남자93,여자82)                                                                |
| 2008.01.31     | 상공원 '하늘빛고운터' 및 금강관 닥트시설 준공식                                                         |
| 2007.12.29     | 학교홈페이지경진대회 최우수상(남부교육청교육장)                                                         |
| 2007.12.12     | 선택적 자율장학 최우수상(남부교육청교육장)                                                              |
| 2007.11.01     | 진로교육시범학교 및 방과후 중점학교 운영보고회                                                          |
| 2007.08.27     | 영문암석원 설치                                                                                         |
| 2007.05.23     | 중국자매학교(북경사립수인학교) 방문 및 역사문화탐방                                                     |
| 2007.03.01     | 36학급 편성(학생수 1,134명:남자581, 여자553)                                                            |
| 2007.02.14     | 제2회 졸업식(168명 남자 187명, 여자81명)                                                                |
| 2006.12.26     | 학력신장방안추진우수학교 표창(서울특별시교육감)                                                         |
| 2006.12.22     | 방과후학교 활성화 우수학교 표창(서울특별시교육감)                                                       |
| 2006.12.13     | 교내자율장학우수학교 표창(서울특별시남부교육청교육감)                                                   |
| 2006.11.23     | 서울학생동아리 공연마당2위 입상(서울특별시교육감)                                                       |
| 2006.10.23     | 진로교육시범학교 운영보고회                                                                             |
| 2006.08.30     | 또래마당 안전매트 설치                                                                                  |
| 2006.04.29~5.1 | 학습준비물지원센터 개관 , 교수학습도움센터홈페이지 개관                                                 |
| 2006.03.01     | 34학급 편성(1,057명:남자558명,여자499명), 진로교육시범학교(서울특별시교육청 지정)(~2008.2.29)           |
| 2006.02.15     | 제1회 졸업식(143명:남자76, 여자67)                                                                      |
| 2005.12.28     | 학교경영우수학교 표창(서울시교육감)                                                                     |
| 2005.12.27     | 학교도서관활성화 우수학교 표창(서울특별시교육감)                                                        |
| 2005.10.01     | 음악실,미술실, 실과실 개관 2005.09.28 학교교육혁신우수학교 표창(서울특별시남부교육청교육장)             |
| 2005.09.01     | 교육행정서비스시범학교(서울특별시교육청지정)(~2006.2.28)                                                |
| 2005.07.01     | 도서실 개관 2005.05.11 개교식 2005.04.01 학교운영위원회 구성                                            |
| 2005.03.01     | 초대 안종인 교장 취임. 30학급편성(문래초640명, 당중초 130명, 1학년 182명 계 952명)                      |
| 2005.01.05     | 서울영문초등학교 설립인가                                                                               |

## 참고 자료
- 서울영문초등학교 - 한국교육학술정보원 학교알리미